# Kızılcasöğüt, Banaz
Kızılcasöğüt là một xã thuộc huyện Banaz, tỉnh Uşak, Thổ Nhĩ Kỳ. Dân số thời điểm năm 2010 là 2024 người.